# Carlos de la Morena Casado
Carlos de la Morena Casado (Berna, Suiza, 3 de marzo de 1965) es un diplomático español. Es el embajador de España en misión especial para el Caribe (desde 2024).

## Carrera diplomática
Tras licenciarse en Derecho en la Universidad Complutense de Madrid, ingresó en la carrera diplomática (1994).
Comenzó su carrera diplomática como Jefe del Servicio de Asuntos Políticos, del Gabinete Técnico del Subsecretario del Ministerio de Asuntos Exteriores, Unión Europea y Cooperación (1994) y Encargado de los Asuntos de Cooperación (1998). Posteriormente fue: Jefe adjunto de Protocolo de la Casa de Su Majestad el Rey (1998-2001); Subdirector General Adjunto de Asuntos Generales de la Unión Europea (2008); Vocal Asesor en el Gabinete de la Ministra de Fomento (2008-2009); Director de Tribuna Americana de la Casa de América (2009-2011); Subdirector General de Política Exterior y de Seguridad Común (2016 -2020).
Prosiguió su carrera diplomática, destinado en las embajadas de España en Haití (1995-1998), R.P. China (2001-2005); Colombia (Cónsul General, 2005-2008); y en la Representación Permanente de España ante la Unión Europea (2011-2016).
Fue Embajador de España en El Salvador.

## Distinciones y condecoraciones
El diplomático Carlos de la Morena ha recibido las siguientes distinciones:
- Caballero de la Orden del Mérito Civil (24-6-1998)
- Cruz de la Real y Distinguida Orden de Carlos III (22-06-2002)
- Comendador de la Orden del Mérito Civil (6-12-2007)
- Caballero de primera clase de la Orden de la Rosa Blanca de Finlandia
- Oficial de la Orden de la Corona (Bélgica)
- Cruz de Oficial de la Orden del Infante Don Enrique, de la República Portuguesa
- Comendador de la Orden de San Carlos (Colombia).